# Carl Tausig

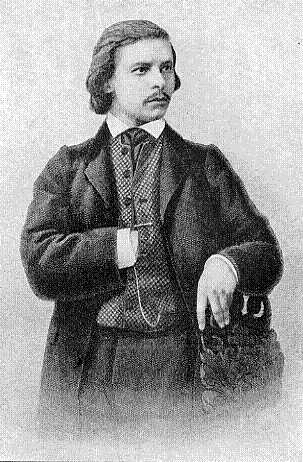
Carl Tausig

Carl Tausig (eigentlich Karol Tausig; * 4. November 1841 in Warschau; † 17. Juli 1871 in Leipzig) war ein polnischer Pianist, Komponist und Musikpädagoge.

## Leben
Carl Tausig erhielt seine erste musikalische Ausbildung bei seinem Vater, dem Komponisten und Thalberg-Schüler Aloys T. Tausig (* 1820 in Prag; † 1885 in Warschau). Seine Mutter war die in Warschau geborene Johanna Dorothea geb. Flamm (1820–1897). Im Alter von 14 Jahren ging Tausig nach Weimar, um Unterricht bei Franz Liszt zu erhalten, dessen liebster Schüler er bald wurde.
Tausig gab sein Konzertdebüt im Jahre 1858 in Berlin und er ging darauf für zwei Jahre auf Konzertreise durch ganz Deutschland. In Zürich lernte er Richard Wagner kennen und gehörte alsbald zu seinen Anhängern. Nach einem Zwischenstopp in Dresden ging er 1862 nach Wien, wo er jedoch keine Anerkennung fand. Hier führte er zusammen mit Johannes Brahms dessen Sonate für zwei Klaviere f-Moll op. 34 am 17. April 1864 zum ersten Mal auf.
Tausig machte sich vor allem einen als Bearbeiter zahlreicher Klavierstücke bekannter Komponisten einen Namen.
Im Jahre 1865 heiratete er die Pianistin und Musikpädagogin Seraphine von Vrábély (1840–1931) und ließ sich in Berlin nieder. Dort eröffnete er eine Schule des Höheren Klavierspiels. Anfang des Jahres 1871 erklärte er sich bereit, Wagners Festspielidee aktiv zu unterstützen, und gründete gemeinsam mit seiner Schülerin Marie von Schleinitz den Bayreuther Patronatsverein, dessen Geschäftsführung er übernahm. Noch kurz vor seinem Tod unternahm er mehrere gefeierte Konzerttourneen durch Deutschland und durch Russland.

## Tod und Grabstätte

Das Grab von Carl Tausig in Berlin-Kreuzberg mit Reproduktion des Porträtreliefs

Carl Tausig starb am 17. Juli 1871 im Alter von 29 Jahren in Leipzig an Typhusfieber. Der Klavierbauer Carl Bechstein, der zum engeren Freundeskreis Tausig gehört hatte, veranlasste die Überführung der Leiche nach Berlin und die Beisetzung auf dem dortigen Friedhof III der Jerusalems- und Neuen Kirche vor dem Halleschen Tor. Bechstein finanzierte auch das Grabdenkmal, das am 25. Juni 1873 feierlich enthüllt wurde. Es handelte sich, einem sich entwickelnden Geschmack der Zeit entsprechend, um einen bearbeiteten Felsbrocken aus Syenit, in dessen Vorderseite ein Marmortondo mit dem Porträt des Verstorbenen im Profil eingelassen worden war, sowie eine Inschriftenplatte mit einem von Richard Wagner eigens verfassten Epitaph:
Reif sein zum Sterben,

Des Lebens zögernd spriessende Frucht,

Früh reif sie erwerben

In Lenzes jäh erblühender Flucht_

War es Dein Loos, war es dein Wagen,

Wir müssen dein Loos wie dein Wagen beklagen.

(Richard Wagner)
Das Grabdenkmal ist ein Werk von Gustav Blaeser. Das Marmortondo ging um 1945 verloren und wurde 1986 durch eine Fotoätzung aus Kupfer ersetzt. Seit der Restaurierung des Grabdenkmals nach 2011 ersetzt eine Reproduktion des Porträtreliefs das Original. Die Initiative hierfür ging von dem Schauspieler Hans-Jürgen Schatz aus.

## Werke
- Walzer-Capricen nach Johann Strauss
- Deux Études de Concert
- Das Geisterschiff
- Ungarische Zigeunerweisen
- Klavierbearbeitungen von Franz Liszts Sinfonischen Dichtungen (unveröffentlicht)
- Klaviertranskriptionen und -paraphrasen von Opern Richard Wagners
- Bearbeitung für Klavier solo von Franz Schuberts Marche militaire, D. 733, Nr. 1[3]
- Der Kontrabandiste, Klaviertranskription des Schumann-Liedes

## Schachleidenschaft
Tausig spielte mit Leidenschaft Schach und maß sich auch mit sehr starker Gegnerschaft. Die Neue Berliner Schachzeitung bezeichnete ihn 1868 als einen „der eifrigsten Schachfreunde der norddeutschen Metropole.“ In einer Vorgabepartie gelang ihm ein meisterhafter Sieg über den Weltklassespieler Johannes Hermann Zukertort:
| \| \| a \| b \| c \| d \| e \| f \| g \| h \| \| \| 8 \| \| \| \| \| \| \| \| \| 8 \| \| 7 \| \| \| \| \| \| \| \| \| 7 \| \| 6 \| \| \| \| \| \| \| \| \| 6 \| \| 5 \| \| \| \| \| \| \| \| \| 5 \| \| 4 \| \| \| \| \| \| \| \| \| 4 \| \| 3 \| \| \| \| \| \| \| \| \| 3 \| \| 2 \| \| \| \| \| \| \| \| \| 2 \| \| 1 \| \| \| \| \| \| \| \| \| 1 \| \| \| a \| b \| c \| d \| e \| f \| g \| h \| \| Weiß: Zukertort; Schwarz: Tausig; gespielt in Berlin am 14. Mai 1868; Schwarz zieht. |   |   |   |   |   |   |   |   |   |
| | a | b | c | d | e | f | g | h |   |
| 8 |   |   |   |   |   |   |   |   | 8 |
| 7 |   |   |   |   |   |   |   |   | 7 |
| 6 |   |   |   |   |   |   |   |   | 6 |
| 5 |   |   |   |   |   |   |   |   | 5 |
| 4 |   |   |   |   |   |   |   |   | 4 |
| 3 |   |   |   |   |   |   |   |   | 3 |
| 2 |   |   |   |   |   |   |   |   | 2 |
| 1 |   |   |   |   |   |   |   |   | 1 |
| | a | b | c | d | e | f | g | h |   |

Schachmeister Zukertort hatte zu Beginn der Partie einen Springer vorgegeben. In einer scharfen Stellung, in welcher Weiß mit seinen Königsgflügelbauern weit vorgelaufen ist, findet Tausig eine glänzende Kombination: 1. … Sf6–g4!! Schwarz opfert den Springer zurück und erhält selbst einen vernichtenden Angriff, den Weiß nicht mehr abwehren kann. 2. De2xg4 Ld6xh2+ 3. Kg1–f2 Auch 3. Kg2 oder 3. Kh1 hätten dieselbe Antwort von Schwarz zur Folge. 3. … e4–e3+! 4. Ld2xe3 Te8–e4! Schwarz hat seinen e-Bauern geopfert, um das Feld e4 für seinen Turm frei zu machen. Tausig greift nun Zukertorts Dame an, die entweichen muss. 5. Dg4–h3 Tf8–e8! Bereitet den Schlussakkord vor. Weiß greift nach einem letzten Strohhalm: 6. g5–g6 mit Drohungen gegen f7 und h7, aber Schwarz hat ein brillantes Damenopfer vorbereitet, mit dem er seine Glanzkombination krönt: 6. … Dc7–f4+!! und Zukertort gab auf. Auf 7. Lxf4 folgt ein überraschendes Matt durch 7. … Te2.